# NK Vatrogasac Grižići
Nogometni klub Vatrogasac Grižići hrvatski je nogometni klub iz Grižića kraj Sibinja. Trenutačno se natječe u 3. ŽNL Brodsko-posavskoj – Zapad.

## Vanjske poveznice
- NK Vatrogasac Grižići, Facebook stranica
- (engl.) sofascore.com, NK Vatrogasac Grižići
- sportilus.com, NOGOMETNI KLUB VATROGASAC GRIŽIĆI
- sibinj.hr, NK “Vatrogasac” – Grižići